# لوك إدواردز
لوك إدواردز (بالإنجليزية: Luke Edwards) مواليد 24 مارس 1980 في نيفادا سيتي، هو ممثل أمريكي بدأ مسيرته الفنية سنة 1988.

## الأعمال
- جيبرز كريبرز 2
- روزان
- نيوزيس
- الفطيرة الأمريكية 2
- يوغي يو!
- دون أثر

## روابط خارجية
- لوك إدواردز على موقع IMDb (الإنجليزية)
- لوك إدواردز على موقع ألو سيني (الفرنسية)
- لوك إدواردز على موقع قاعدة بيانات الأفلام السويدية (السويدية)
- لوك إدواردز على موقع قاعدة بيانات الفيلم (الإنجليزية)
- لوك إدواردز على موقع كينوبويسك (الروسية)